# Église de la Mère-de-Dieu de Dolac
Pour les articles homonymes, voir Église de la Mère-de-Dieu.
L'église de la Mère-de-Dieu de Dolac (en serbe cyrillique : Богородичина црква у Долцу ; en serbe latin : Bogorodičina crkva u Dolcu) est une église orthodoxe serbe située à Dolac, sur le territoire de la ville de Kraljevo et dans le district de Raška, en Serbie. Elle est inscrite sur la liste des monuments culturels de grande importance de la république de Serbie (identifiant no SK 179),,.

## Présentation
L'église est située à quelques kilomètres au sud du monastère de Studenica ; si l'on en juge par sa ressemblance avec d'autres églises du même, elle a dû être bâties à la fin du XIIe siècle ou au début du XIIIe siècle ; en tout cas, elle a été restaurée à l'époque du despote serbe Đurađ Branković et, plus précisément en 1441-1442, comme en témoigne une inscription peinte,.
De plan rectangulaire, l'édifice est de dimension modeste ; en revanche, sa particularité est qu'il est doté de deux étages avec une hauteur totale de 6 m qui donne l'allure d'une tour plus que d'un lieu de culte,. À l'origine, il était constitué de deux pièces voûtées identiques ; la partie basse avait une ouverture sur le côté ouest, tandis que l'étage comptait quatre ouvertures cintrées,. On suppose que cette conception du bâtiment indique son ancien caractère funéraire,.
À l'époque du despote, ces fenêtres ont été murées et l'étage a été transformé en église ; une abside peu profonde a été ajoutée et un diakonikon et une proscomidie ont été aménagés dans la zone de l'autel, ; peut-être un grand narthex a-t-il été ajouté en même temps,. La partie basse servait de crypte.
Les fresques sont assez fragmentairement conservées dans la partie orientale de l'église,.
Des travaux de recherche et de restauration ont été effectués en 1969,.